# 沙渓駅
沙渓駅（さけいえき、中文表記: 沙溪站）は、中華人民共和国広東省広州市番禺区番禺大橋に位置する広州地下鉄18号線の駅。駅番号は18/05。

## 歴史
2014年に南沙快線の計画が提出された際、沙溪駅が設置されていました站。2016年初、18号線が30分以内で全区間を走行できるようにするという要件を満たすため、広州地下鉄は一時的に沙溪駅の計画を取消しましたが、これにより沙溪地区住民からの強い反発を招き、住民らは広州市発展改革委員会に要望書を提出。その後、広州地下鉄は沙溪駅の設置を再び計画に盛り込みました。
- 2021年9月28日：開業[4]。

## 駅構造
通過線2本を挟んだ島式ホーム1面2線を有する地下駅。通過線と本線の間には壁が設置されているため、乗客はホームから快速列車が通過する様子を見ることはできません。

### のりば
| 番線 | 路線     | 行先       |
| ---- | -------- | ---------- |
| 1    | ■ 18号線 | 冼村方面   |
| 2    | ■ 18号線 | 万頃沙方面 |

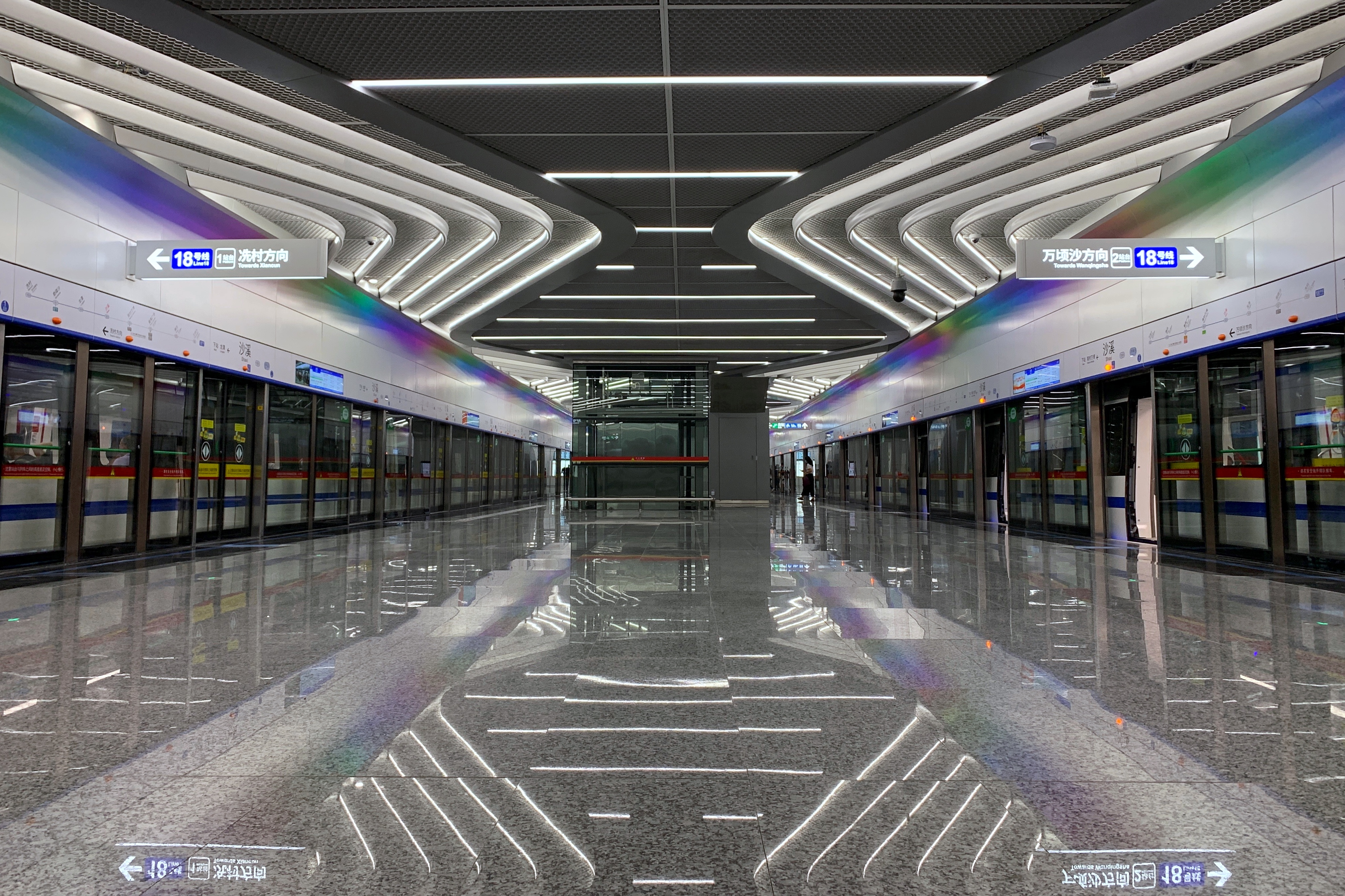
ホーム（2021年9月）
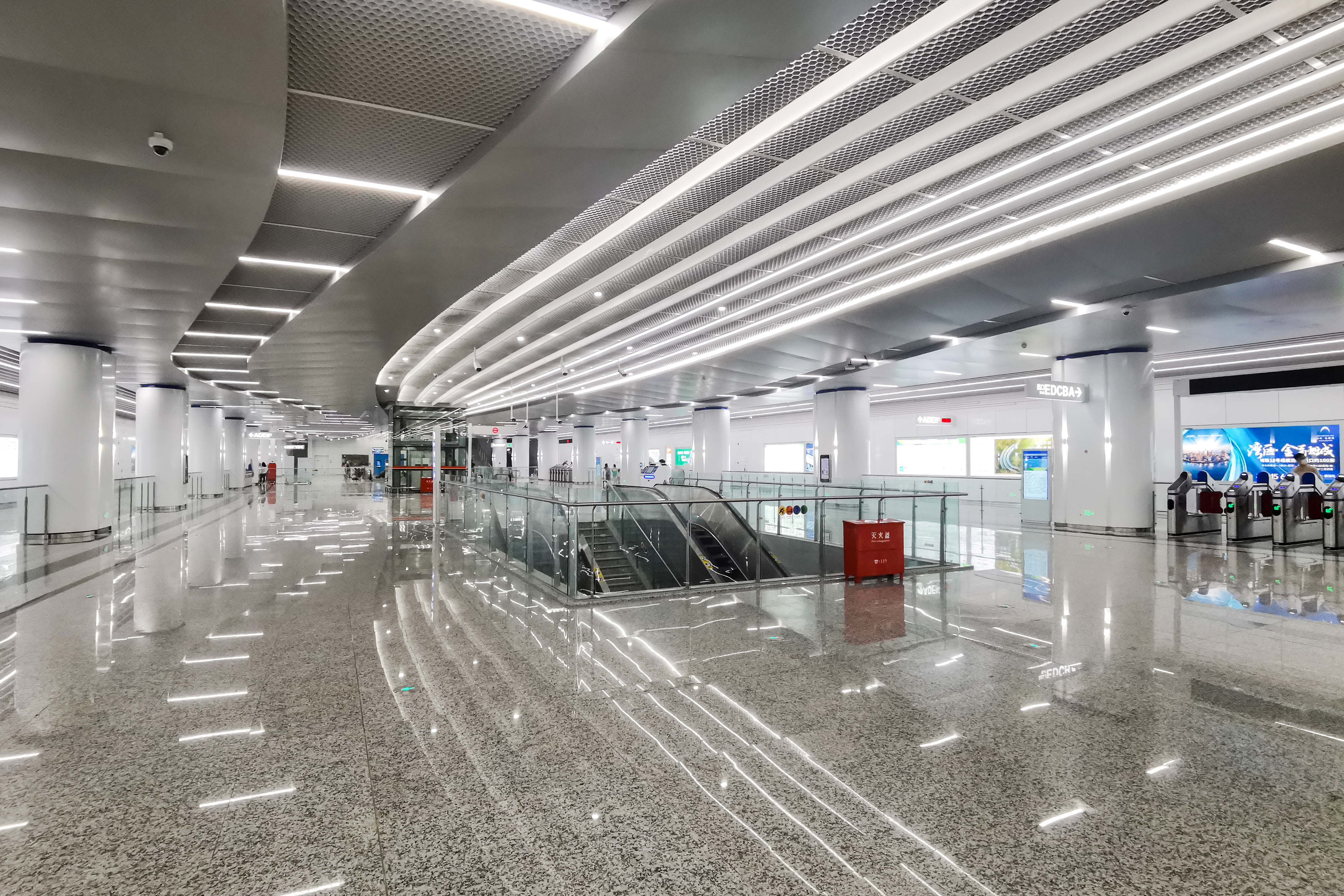
コンコース（2021年9月）

## 駅周辺
- 沙渓橋東商店街
- 沙滘中学
- 沙渓村
- 沙渓小学
- 信基沙渓酒店用品博覧城
- 新沙五金塑料城
- 南方沙渓五金酒店用品城

## 隣の駅
広州地下鉄
■ 18号線
快速
通過
一般
南村万博駅 1804 - 沙渓駅 1806 - 龍潭駅 1806